# Museos de Tenerife
Organismo Autónomo de Museos y Centros de Tenerife (OAMC), desde 2011 denominado Museos de Tenerife, es un organismo autónomo local de la isla canaria de Tenerife (España) perteneciente al Cabildo Insular de Tenerife. Este organismo coordina siete instalaciones expositivas y constituye la red museística más completa de Canarias. Su sede se encuentra actualmente en el Museo de la Naturaleza y la Arqueología de Santa Cruz de Tenerife. 

## Historia
El Cabildo de Tenerife constituyó en 1990 el Organismo Autónomo de Museos y Centros que se estructura como organismo autónomo local, con personalidad jurídica propia y plena capacidad jurídica y de obrar.
Entre sus fines está el estudio, catalogación, protección y conservación del patrimonio cultural de la isla y, por extensión, del área canaria y macaronésica y otras áreas geográficas de interés, así como la difusión y promoción de la cultura, la ciencia y la educación.

## Museos
Los museos integrados en el Organismo Autónomo de Museos y Centros son los siguientes:
- Museo de la Naturaleza y la Arqueología (Santa Cruz de Tenerife), integrado a su vez por: 
  - El Museo Arqueológico de Tenerife
  - El Museo de Ciencias Naturales de Tenerife
  - El Instituto Canario de Bioantropología
- Museo de Historia y Antropología de Tenerife (San Cristóbal de La Laguna), con sedes en:
  - El Museo de Historia de Tenerife (Casa Lercaro) (San Cristóbal de La Laguna)
  - El Museo de Antropología de Tenerife (Casa de Carta)
- Museo de la Ciencia y el Cosmos (San Cristóbal de La Laguna)
- Centro de Documentación Canarias y América (San Cristóbal de La Laguna)
- Centro de Interpretación Castillo de San Cristóbal (Santa Cruz de Tenerife)
- Centro de Interpretación Cueva del Viento (Icod de los Vinos)